# 2010年世界房車錦標賽巴西站
2010年世界房車錦標賽巴西站是2010年度世界房車錦標賽的第一站賽事，正式比賽在2010年3月7日於巴西庫里奇巴國際賽道上舉行。這是第五次在巴西舉行賽事。第一回合由雪佛蘭車隊的伊雲·梅拿勝出，第二回合由SR車隊的泰基尼勝出。